# Taryn Thomas
Taryn Thomas (Jersey City, New Jersey, 1983. május 27. –) amerikai pornószínésznő.
18 évesen az arizóniai Lightspeed Media Corporation cégnek kezdett dolgozni. Szoftcore (erotikus) pornófilmekben játszott, körülbelül 20 megjelenése volt. 2004 vége felé Dél-Kaliforniába ment azzal a szándékkal, hogy folytatja karrierjét hardcore pornó műfajban. A következő pornószínésznők mellett jelent meg Penny Flame, Sandra Romain és Melissa Lauren. 2006. júniusában F.A.M.E-díjat nyert. Feltűnt Howard Stern Showjában. Részt vett pornós szépségversenyen, ahol Taylor Wane és Carmen Luvana voltak az ellenfelei. Pornószínésznőként paródiában is játszott 2010-ben. 163 centiméter magas. 2009-ben aktívan rendezett filmeket. Ismerhetjük Tayrn Thomas, Brin, Taryn, Brin Rhodz, Brynn neveken is.

## Válogatott filmográfia
| - Mayhem Explosions 6 (2007) (V) - Strap Attack 6 (2007) (V) - Anal Cavity Search 2 (2006) (V) - Fishnets 5 (2006) (V) - Blacklight Beauty (2006) (V) …. Girl - Ass Cream Pies 9 (2006) (V) - Naughty Office 4 (2006) (V) - Tear Me a New One 3 (2006) (V) - X-cessive Behavior 2 (2006) (V) - First Time Swallows Vol. 1 (2006) (V) - The 20 Year-Old Virgin (2006) (V) - Anal Addicts 21 (2006) (V) | - Anal Princess Diaries 2 (2006) (V) - Anal Swine (2006) (V) - Assacre (2006) (V) - The Best of Belladonna (2006) (V) - Can You Hear Me Cumming (2006) (V) - Carmen's Dirty Secrets (2006) (V) - Crack Addict 5 (2006) (V) - Creamy Delights (2006) (V) - Cum Buckets! 5 (2006) (V) - Cum Drinkers 2 (2006) (V) - Dementia 4 (2006) (V) - Double Parked 16 (2006) (V) |